# Oscar Moccia
Oscar Moccia (* 29. Juni 1898 in Neapel; † 9. Dezember 1976 in Rom) war ein italienischer Verwaltungsjurist.

## Werdegang
Moccia kam als Sohn des Arturo Moccia und der Orsola Mollica zur Welt. Er studierte Rechtswissenschaften und schloss mit Promotion ab. Ab 1945 war er Präfekt in den Provinzen La Spezia, Macerata (12. April 1949 – ?), Livorno (10. Oktober 1950–5. Dezember 1952), Reggio Calabria (6. Dezember 1952–25. Oktober 1954) und Bologna (25. Oktober 1954–11. Mai 1955). Von 1955 bis zum Ende der Präsidentschaft Giovanni Gronchis 1962 war er Generalsekretär des Präsidialamts der Italienischen Republik. 1964 bis 1967 war Moccia Mitglied des Consiglio di Stato.

## Ehrungen
- 1955: Großkreuz des Verdienstordens der Italienischen Republik[11]
- 1956: Großes Verdienstkreuz mit Stern und Schulterband der Bundesrepublik Deutschland